# Berlinpokal
Der Berlinpokal ist das jährlich stattfindende Jugendländerpokalturnier der weiblichen Jugend, Altersklasse U15 im Hallenhockey. Für männliche U15-Teams wird der Rhein-Pfalz-Pokal ausgespielt.
Das Berlinpokal-Turnier wird an einem Wochenende im Dezember ausgespielt und stellt einen der letzten Schritte der Nachwuchsförderung auf Landesverbandsebene dar. Die Bedeutung des Turniers ist durch die Tatsache, dass es sich um eine der entscheidenden Sichtungen für die U16-Nationalmannschaft handelt wohl eines der wichtigsten Jugendturniere im deutschen Hockey. Fast alle Frauen des deutschen Olympiasiegerteams von Athen haben auch an diesem Turnier teilgenommen.

## Geschichte und Aktuelles
Der Pokal wurde vom Berliner Hockey-Verband im Jahr 1982 gestiftet und das erste Turnier fand noch im gleichen Jahr statt. Seitdem trägt das Turnier den aktuellen Namen. Rekordsieger ist der Hessische Hockey-Verband mit 10 Siegen.